# Дритеро Аголи
Дритеро Аголи (13. октобар 1931 – 3. фебруар 2017) био је албански песник, писац, политичар и бивши председник Албанске лиге писаца и уметника. Студирао је у Лењинграду у Совјетском Савезу и писао првенствено поезију, али и кратке приче, есеје, драме и романе. Био је шеф Албанске лиге писаца и уметника од 1973. до 1992.

## Биографија
Аголли је рођен у сељачкој породици Бекташи у Менкуласу у дистрикту Девол и завршио средњу школу у месту Ђирокастра 1952. Касније је наставио студије на Факултету уметности Универзитета у Лењинграду и бавио се новинарством по повратку у Албанију, радећи за дневне новине Zëri i Popullit петнаест година. Аголи је такође био посланик у албанском парламенту. Умро је од емфизема, стар 85 година.

## Рад
Аголи је прво имао успеха као песник. Његове ране колекције стихова су: Изашао сам на улицу (албански: НNë rrugë dolla, Тирана 1958), Моји кораци на плочнику (албански: ХHapat e mija në asfalt, Тирана 1961), и Планинске стазе и тротоари (албански: СShtigje malesh dhe trotuare, Тирана 1965). Везаност за његове корене постала је основа његовог поетског израза.
Као писац прозе, Аголи се први пут угледао у роману Комесар Мемо из 1970. године који је на енглеском преведен као Бронзана биста, Тирана 1975. па је првобитно замишљен као кратка прича.
Аголијев други роман, Човек са топом (албански: Njeriu me top, Тирана 1975), преведен на енглески језик 1983. године, има партизанску тему из другачијег угла и са нешто суптилнијим приступом.
Након ова два романа партизанског хероизма, Аголи је извео и занимљив рад, сатирични Сјај и пад другара Зила (албански: hkëlqimi dhe rënja e shokut Zylo, Тирана 1973), који се показао као његова тврдња за славу. Друг Зило је добронамерни али неспособан уредник, директор опскурног владиног одељења за културу. Његова патетична испразност, његова ђаволска ревност, гротескно јавно понашање, укратко његов сјај и пад, сви су иронично детаљно забележени његовим вредним и проницљивим подређеним и пријатељем Демком који служи као неутрални посматрач. Друг Зило је универзална фигура, лик који се може наћи у било ком друштву или старости, а критичари су брзо извукли паралеле од Данијела Дефоеа и Гогољљевог Ревизора до Франца Кафке и Зерта Милана Кундере. Сјај и пад другара Зила први пут се појавио 1972. у тиранском сатиричном часопису Хостени и објављен је следеће године у монографској форми.
Аголијева снага у прози лежи у краткој причи а не у роману. Шеснаест његових кратких прича објављено је на енглеском језику у збирци: Кратке приче, Тирана 1985.
Једна рана збирка прича од 213 страница: Буке ветрова прошлости, била је забрањена и "претворена у картон". у време када је партија позвала на више маоистичких револуционарних концепата у књижевности и већу преданост радним масама.
Дритеро Аголи је био плодан писац током деведесетих година, редак глас хуманости и искрености у албанској кљижевности. Био је изузетно продуктиван последњих година, са многим добро прихваћеним колекцијама стихова: Просјак времена, Дух наших предака, Чудан човек прилази (1996), Балада за мог оца и себе (1997), Поноћна бележница и Удаљено звоно. Међу новијим збиркама прозе су: збирка кратких прича Луди људи, Голи коњаник (1996) и Ђавоља арка (албански: Arka e djallit, Тирана 1997).
Иако је Аголи био водећа фигура у комунистичкој номенклатури, након пада диктатуре остао је веома поштован стуб јавног и књижевног живота и још увек је један од најчитанијих аутора у Албанији. Почетком деведесетих био је активан неколико година као члан парламента за Социјалистичку партију Албаније. Такође је основао сопствену издавачку кућу Дритеро, којом је био у стању да објави много нових књига прозе и поезије, и да има велики утицај на књижевни и интелектуални живот у земљи.
Аголи, који је био пушач читавог свог живота, умро је од плућне болести 3. фебруара 2017. у Тирани у 85. години живота.

## Стил писања
Аголи је писао одличне риме и необичне фигуре говора. Његов свеж, јасан и директан стих, обојен топлим пенушавим млеком смеђих крава у пољопривредним задругама, са ушима зрења кукуруза у долини Девол и са тамним браздама обрађене земље, остао је забележен песниковом снагом. Током година, Аголи је напредовао и успео да остане веран себи и својим читаоцима упркос променама јавног живота. У књизи Заборављени ходочасник (албански: Pelegrini i vonuar, Тирана 1993), сусрећемо ново поглавље: не само у животу песника, већ и у борби његових колега песника за опстанак и Аголи признаје у поговору: "За песнике моје генерације, дошло је доба разочарања и дилема, доба у којем треба поново проценити оно што смо произвели, не заборављајући или негирајући фер и хумане вредности које смо донели. идеја и идеала у које смо веровали, неки од нас потпуно, други делимично, све је пропало, а на тим зидовима спаљују ватре наших снова. Те ватре су пробудиле другачији тип стиха ... "